# Verkaufsgärtner
Als Pflanzenfachberater oder Verkaufsgärtner wird in Deutschland ein Gärtner bezeichnet, der in der Ausbildung den Schwerpunkt „Beratung und Verkauf“ belegt hat. Dies ist derzeit nur in den Fachsparten Zierpflanzenbau, Baumschule, zum Teil auch Staudengärtnerei möglich. Der „Verkaufsgärtner“ stellt eine Zusatzqualifikation, jedoch keine eigene Fachsparte dar, obwohl in der Ausbildung eigene Fachklassen gebildet werden.
Die Ausbildung in diesem neuen Schwerpunkt begann zunächst im Jahr 2000 als Pilotprojekt in Nordrhein-Westfalen als Reaktion auf die zunehmende Zahl von Gartencentern, Gartenbaumschulen und reinen Endverkaufsgärtnereien ohne Eigenproduktion. Ein weiteres Ziel war, den Kreis der am Gärtnerberuf interessierten Auszubildenden zu vergrößern.
Die jetzige Form der Ausbildung ist ein Kompromiss aufgrund der von verschiedenen Seiten geäußerten Vorbehalte, wie zum Beispiel:
- Floristen befürchten eine Annäherung an ihr verkaufsbezogenes Berufsbild und wehren sich daher gegen die Aufnahme floristischer Tätigkeiten in den Lehrplan.
- Gärtner sehen die Gefahr, dass bei Verzicht auf gärtnerisches Grundwissen die gärtnerische Fachkompetenz und flexible Einsetzbarkeit leidet oder fachfremde Verkäufer zur Konkurrenz werden.
- Würde auf das Erlernen der Pflanzenproduktion verzichtet, befürchten manche einen Verlust gewisser steuerlicher Vorteile der bisherigen Einordnung des Gartenbaues in die Agrarwirtschaft.

Sie ist in Deutschland derzeit nur in den Bundesländern Nordrhein-Westfalen und Bayern möglich. Die Dauer der Ausbildung beträgt wie bei allen Gärtnern drei Jahre. Verkaufsgärtner lernen genau wie alle anderen Fachrichtungen die Grundlagen des Gartenbaues, also auch die Produktion bzw. Vermehrung von Pflanzen ihrer Fachsparte. Daher können Verkaufsgärtner nicht ihre volle Ausbildungszeit in Betrieben ohne eigene Produktion (wie Gartencentern oder Ähnlichem) absolvieren. Die Ausbildungsbetriebe müssen gegenüber ihrer Landwirtschaftskammer nachweisen, dass sie im gesamten Berufsbild ausbilden können, ggf. können dazu überbetriebliche Ausbildungskooperationen mit Produktionsbetrieben geschlossen werden.
Die Spezialisierung beginnt im Wesentlichen erst ab dem zweiten Ausbildungsjahr. 
Verkaufsgärtner lernen dort wesentlich intensiver als andere:
- betriebswirtschaftliche und rechtliche Grundlagen
- Verkaufs- und Beratungsgespräche
- Warenpräsentation
- Kundenserviceleistungen ausführen
- Marketing
- Organisation
- Warenkunde
- Warenbeschaffung

Auch in den gärtnerischen Fächern bestehen dann Unterschiede: Verkaufsgärtner erwerben Pflanzenkenntnisse nicht nur aus ihrer jeweiligen Sparte, sondern aus allen gärtnerischen Sparten. Verkaufsgärtner können Kunden dann also über Pflanzen aus allen Bereichen beraten. Da sie auch die Pflanzenproduktion erlernt haben, können sie nach ihrer Ausbildung nicht nur in Gartencentern oder anderen Verkaufsbereichen eingesetzt werden, sondern in allen Fachsparten.
Es ist auch möglich, nach einer abgeschlossenen Gärtnerausbildung und zwei Jahren Berufserfahrung einen (in der Vollzeitform) sechs- bis elfmonatigen Fortbildungslehrgang incl. Praktikum in Direktabsatzbetrieben mit anschließender Kammerprüfung zum Geprüften Kundenberater Gartenbau zu belegen; solche Lehrgänge werden auch außerhalb von Bayern und NRW angeboten.